# Municipio de Otter Creek (condado de LaSalle)
El municipio de Ottawa (en inglés: Ottawa Township) es un municipio ubicado en el condado de LaSalle en el estado estadounidense de Illinois. En el año 2010 tenía una población de 11766 habitantes y una densidad poblacional de 281,76 personas por km².

## Geografía
El municipio de Ottawa se encuentra ubicado en las coordenadas 41°20′57″N 88°52′44″O / 41.34917, -88.87889. Según la Oficina del Censo de los Estados Unidos, el municipio tiene una superficie total de 41.76 km², de la cual 39.35 km² corresponden a tierra firme y (5.76%) 2.4 km² es agua.

## Demografía
Según el censo de 2010, había 11766 personas residiendo en el municipio de Ottawa. La densidad de población era de 281,76 hab./km². De los 11766 habitantes, el municipio de Ottawa estaba compuesto por el 93.43% blancos, el 2.06% eran afroamericanos, el 0.41% eran amerindios, el 0.79% eran asiáticos, el 0.02% eran isleños del Pacífico, el 1.72% eran de otras razas y el 1.58% pertenecían a dos o más razas. Del total de la población el 8.34% eran hispanos o latinos de cualquier raza.